# Nataniel (Krykota)
Nataniel, imię świeckie Petro Hryhorowicz Krykota (ur. 12 lipca 1959 w Zaluciu w obwodzie wołyńskim) – ukraiński biskup prawosławny.

## Życiorys
Ukończył techniczną szkołę zawodową w Łucku (1977). Trzy lata później, po odbyciu zasadniczej służby wojskowej, podjął naukę w seminarium duchownym w Odessie, które ukończył w 1984. Przez kolejne cztery lata studiował na Moskiewskiej Akademii Duchownej. Od II roku nauki żył w ławrze Troicko-Siergijewskiej, zaś 31 marca 1986 namiestnik Ławry, archimandryta Aleksy, dokonał jego postrzyżyn mniszych, nadając mu imię zakonne Nataniel. 22 maja 1986 biskup włodzimierski i suzdalski Serapion, w soborze Zaśnięcia Matki Bożej we Włodzimierzu, wyświęcił go na hierodiakona. 7 grudnia tego samego roku przyjął święcenia kapłańskie.
Od 1988 do 1997 był nauczycielem w seminarium duchownym w Odessie. W tym czasie, w 1990 otrzymał godność igumena, zaś w 1996 – archimandryty. W 1997 został rektorem seminarium duchownego przy ławrze Poczajowskiej. W 2014 otrzymał prawo noszenia dwóch krzyży napierśnych z ozdobami.
24 czerwca 2015 otrzymał nominację na biskupa szumskiego, wikariusza eparchii tarnopolskiej Ukraińskiego Kościoła Prawosławnego Patriarchatu Moskiewskiego. Jego chirotonia biskupia odbyła się w soborze Przemienienia Pańskiego w Ławrze Poczajowskiej 5 sierpnia pod przewodnictwem metropolity kijowskiego i całej Ukrainy Onufrego. Równocześnie z obowiązkami biskupa pomocniczego sprawował obowiązki rektora seminarium duchownego w Poczajowie. W styczniu 2016 został zwolniony z obydwu urzędów i skierowany do eparchii wołyńskiej jako jej wikariusz z tytułem biskupa kamień-koszyrskiego. W październiku tego samego roku został mianowany ordynariuszem tejże eparchii. 17 sierpnia 2019 r. został podniesiony do godności arcybiskupa, zaś w 2023 r. - do godności metropolity.